# Josef Maschka

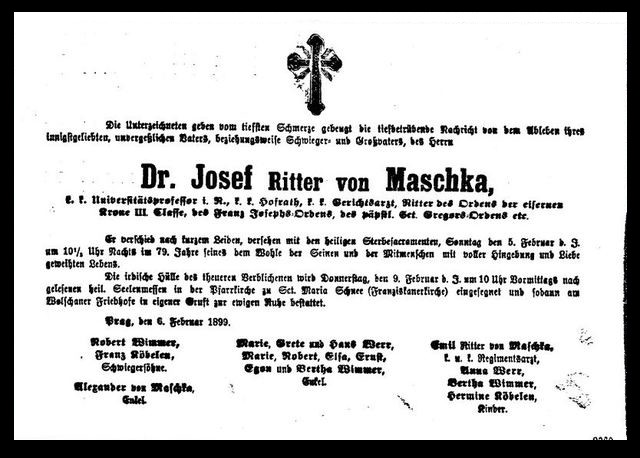
Oznámení o úmrtí Dr. Josefa rytíře von Maschka v dobovém tisku 1899

Josef rytíř Maschka (německy Josef Ritter von Maschka) (4. března1820 Praha – 5. února 1899 Praha) byl dvorní rada a profesor soudního lékařství na Karlo-Ferdinandově univerzitě, světoznámý průkopník svého oboru.

## Život
Pocházel z lékařské rodiny, otec Josef Maschka starší (1783–??) byl štábním lékařem. Josef Maschka vystudoval piaristické gymnáium na pražském Novém Městě a
po promoci v roce 1842 působil jako lékař ve Všeobecné nemocnici v Praze. Po čtyřech letech přestoupil do ústavu soudního lékařství, kde dělal asistenta u profesora Matěje Popela. Řádným profesorem se stal roku 1866. Byl sedminásobný děkan lékařské fakulty, po rozdělení fakulty v roce 1883 na českou a německou část, působil na německé.
Zemřel roku 1899 a byl pohřben na Olšanských hřbitovech.

### Rodinný život
Dne 25. července 1846 se v Praze oženil s Annou rozenou Hutzelmann (1824–1889), podle soupisu pražských obyvatel měli měli manželé dva syny a tři dcery. Rodina žila na pražském Novém Městě (druhý pražský obvod).

## Dílo
Napsal řadu vědeckých prací, překládal do italštiny (Trattato di medicina legale). Za své zásluhy byl vyznamenán a nobilitován. Třebaže publikoval několik článků i v češtině, byl znám svým rezervovaným přístupem ke všemu českému.
Redigoval Velké pojednání o forenzní medicíně (Handbuch der medizin gerichtlichen, 1881 - 1882), redigoval: Sammlung Gerichtsärztlicher Gutachten der Prager Medicinischen Facultät (česky: Sbírka soudnělékařských zpráv Lékařské fakulty hl. m. Prahy).